# Massenmittelpunkt
Der Massenmittelpunkt (auch Schwerpunkt oder manchmal zur Unterscheidung vom Formschwerpunkt auch Gewichtsschwerpunkt genannt) eines Körpers ist das mit der Masse gewichtete Mittel der Positionen seiner Massenpunkte. Bei einem homogenen Körper (d. h. bei überall gleicher Dichte) stimmt der Massenmittelpunkt mit dem geometrischen Schwerpunkt überein.
Das Konzept des Massenmittelpunktes dient in der Physik unter anderem zur einfacheren Berechnung seiner Bahnkurve bei Einwirkung einer äußeren Kraft (siehe Schwerpunktsatz). Auch vereinfachen sich viele Rechnungen im Schwerpunktsystem, in dem der Massenmittelpunkt als Koordinatenursprung verwendet wird (siehe auch Mehrkörpersystem). Im Massenmittelpunkt angreifende externe Kräfte können den Rotationszustand des Objekts nicht verändern, da sie wegen des im Schwerpunkt fehlenden Hebelarms kein Drehmoment ausüben. Achsen durch den Schwerpunkt werden auch als Schwerachsen bezeichnet.
In der Himmelsmechanik bezeichnet man den Massenmittelpunkt eines Systems von mehreren Himmelskörpern als Baryzentrum.
Der Massenmittelpunkt eines Körpers muss nicht im Inneren des Körpers liegen. Bei einem Bumerang liegt er beispielsweise zwischen den beiden Armen. Hat der Körper aber eine überall konvexe Oberfläche, so liegt der Schwerpunkt niemals außerhalb.

## Massenschwerpunkt zweier Punktmassen auf einem Stab
Gegeben sei ein Stab der Länge {\displaystyle a}. Auf diesem Stab befinden sich die zwei Punktmassen {\displaystyle m_{1}} und {\displaystyle m_{2}} an den Enden {\displaystyle x_{1}} und {\displaystyle x_{2}}.

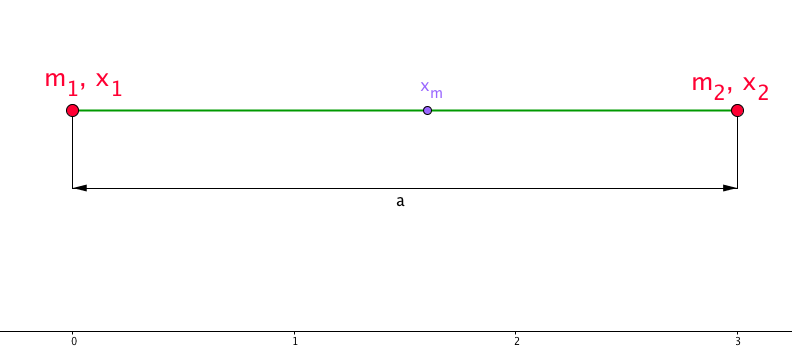
Bild 1: Stab mit zwei Punktmassen und Massenschwerpunkt (hier mit bezeichnet)

Der Massenschwerpunkt (Massenmittelpunkt) {\displaystyle x_{s}} lässt sich dann wie folgt berechnen:
{\displaystyle x_{s}=x_{1}+{\frac {m_{2}}{m_{1}+m_{2}}}\cdot a}
Das Massenverhältnis ist sozusagen ein prozentualer Faktor zu {\displaystyle a}. Wird die Masse {\displaystyle m_{2}} unendlich groß, so verschiebt sich der Massenschwerpunkt an den Ort {\displaystyle x_{2}}. Wird jedoch die Masse {\displaystyle m_{1}} im Verhältnis zu {\displaystyle m_{2}} unendlich groß, so verschiebt sich der Massenschwerpunkt an den Ort {\displaystyle x_{1}}.
Etwas Allgemeiner:

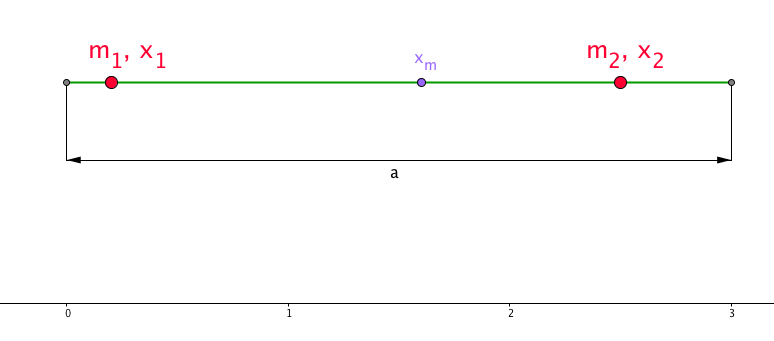
Bild 2: Massenschwerpunkt etwas Allgemeiner

Aus Bild 1 ist zu erkennen, dass {\displaystyle a=x_{2}-x_{1}} gilt. In Bild 2 liegen nun die Punktmassen nicht mehr am Anfangs- bzw. Endpunkt des Stabes. Da in den Bildern die Skala von links nach rechts verläuft, muss man den Abstand zwischen dem Anfangspunkt des Stabes und dem Massenpunkt {\displaystyle x_{1}} dazu addieren. Somit kommt man zu folgender Formel:
{\displaystyle x_{s}={\frac {m_{2}}{m_{1}+m_{2}}}\cdot (x_{2}-x_{1})+x_{1}={\frac {x_{1}\cdot m_{1}+x_{2}\cdot m_{2}}{m_{1}+m_{2}}}}

## Massenschwerpunkt mehrerer Punktmassen auf einem Stab
Um dies vom vorherigen Abschnitt fortzusetzen, platzieren wir nun drei Punktmassen auf einem Stab.

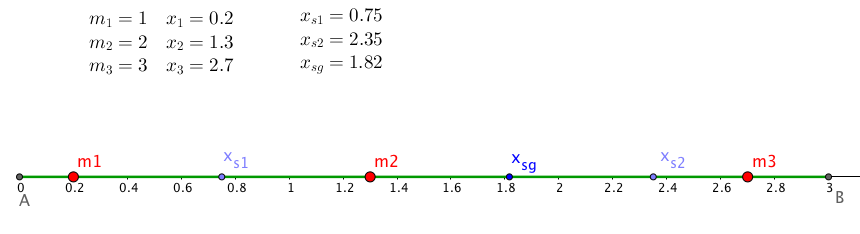
Bild 3: Stab mit drei Punktmassen

Um den Massenschwerpunkt zu bestimmen, zerlegen wir dieses Konstrukt in zwei Teilstäbe. Dazu durchtrennen wir den Stab am Ort {\displaystyle x_{2}} und teilen die Masse {\displaystyle m_{2}} zur Hälfte auf den einen Teilstab und die andere Hälfte auf den anderen Teilstab auf. Zunächst berechnen wir wie folgt die Massenschwerpunkte der Teilstäbe wie aus dem vorherigen Abschnitt bekannt:
{\displaystyle x_{s1}={\frac {0{,}5\cdot m_{2}}{m_{1}+0{,}5\cdot m_{2}}}\cdot (x_{2}-x_{1})+x_{1}}
{\displaystyle x_{s2}={\frac {m_{3}}{0{,}5\cdot m_{2}+m_{3}}}\cdot (x_{3}-x_{2})+x_{2}}
Nun kann man mit der Gesamtmasse der Teilstäbe und dem Massenschwerpunkt die Teilstäbe als neue Punktmasse zusammenfassen:
{\displaystyle m_{xs1}=m_{1}+0{,}5\cdot m_{2}}
{\displaystyle m_{xs2}=0{,}5\cdot m_{2}+m_{3}}
Nun berechnet man mit diesen neuen Werten einen weiteren Massenschwerpunkt, welche schlussendlich der Massenschwerpunkt der drei Punktmassen ist:
{\displaystyle x_{s}={\frac {m_{xs2}}{m_{xs1}+m_{xs2}}}\cdot (x_{s2}-x_{s1})+x_{s1}}
Eingesetzt sieht das dann wie folgt aus:
{\displaystyle {x_{s}={\frac {0{,}5\cdot m_{2}+m_{3}}{m_{1}+m_{2}+m_{3}}}\cdot \left({\frac {m_{3}\cdot (x_{3}-x_{2})}{0{,}5\cdot m_{2}+m_{3}}}+x_{2}-{\frac {0{,}5\cdot m_{2}\cdot (x_{2}-x_{1})}{m_{1}+0{,}5\cdot m_{2}}}-x_{1}\right)+{\frac {0{,}5\cdot m_{2}\cdot (x_{2}-x_{1})}{m_{1}+0{,}5\cdot m_{2}}}+x_{1}}}
Formt man diese Gleichung etwas um, kommt man zu folgendem Ergebnis:
{\displaystyle x_{s}={\frac {x_{1}\cdot m_{1}+x_{2}\cdot m_{2}+x_{3}\cdot m_{3}}{m_{1}+m_{2}+m_{3}}}}
Vergleicht man dieses Ergebnis mit dem aus vorherigen Abschnitt, so ist eine Regelmäßigkeit zu erkennen. Sind nun {\displaystyle n} Massenpunkte auf einem Stab verteilt, so lässt sich der Massenschwerpunkt wie folgt bestimmen:
{\displaystyle x_{s}={\frac {1}{M}}\cdot \sum _{i=1}^{n}{x_{i}\cdot m_{i}}}
Dabei ist {\displaystyle M} die Gesamtmasse, sprich die Summe aller Punktmassen:
{\displaystyle M=\sum _{i=1}^{n}{m_{i}}}

## Massenschwerpunkt bei kontinuierlicher Massenverteilung entlang eines Stabes
Bei einer kontinuierlichen Massenverteilung entlang eines Stabs {\displaystyle {\cal {S}}} zerlegt man den Stab gedanklich in endlich viele kleine Teilstücke. Das {\displaystyle i}-te Stück habe die Länge {\displaystyle \Delta x_{i}} und die Masse {\displaystyle \Delta m_{i}}; ferner sei {\displaystyle x_{i}} ein Punkt auf dem {\displaystyle i}-ten Stück. {\displaystyle M} bezeichnet weiterhin die Gesamtmasse des Stabes. Dann gilt für den Massenschwerpunkt des Stabs die Näherungsformel
{\displaystyle x_{s}\approx {\frac {1}{M}}\sum _{i}x_{i}\Delta m_{i}.}
Zerlegt man den Stab in immer kleinere Stücke und lässt die Länge der Stücke schließlich gegen null gehen, so hat jedes Stückchen einerseits nur noch eine unendlich kleine Länge {\displaystyle \mathrm {d} x}, die man auch als Längenelement bezeichnet; andererseits haftet ihm nur noch eine unendlich kleine Masse {\displaystyle \mathrm {d} m} (ein sogenanntes Massenelement) an. Durch diesen Grenzübergang {\displaystyle \Delta m_{i}\to \mathrm {d} m} geht die obige Summe in ein Integral über, und die Näherungsformel wird exakt:
{\displaystyle x_{s}={\frac {1}{M}}\int _{\cal {S}}{x\;\mathrm {d} m}.}
Das Integral auf der rechten Seite der Gleichung lässt sich wie folgt interpretieren: Jeder Punkt {\displaystyle x} des Stabes wird mit dem zugehörigen Massenelement {\displaystyle \mathrm {d} m} gewichtet. Anschließend werden alle massengewichteten Punkte des Stabes summiert. Es handelt sich also um eine Art massengewichtete Summe von Punkten.
Das Integral liefert zwar eine konzeptionelle Vorstellung für den Massenmittelpunkt, ist jedoch für konkrete Berechnungen meist unbrauchbar, da die Integration über die Massenelemente {\displaystyle \mathrm {d} m} durchzuführen ist, der Integrand {\displaystyle x} aber nicht (eindeutig) von der Masse abhängt. Ein Ausweg besteht darin, über die Längenelemente {\displaystyle \mathrm {d} x} zu integrieren, die mit den Massenelementen über die Längendichte {\displaystyle \lambda (x)} folgendermaßen verknüpft sind:
{\displaystyle \lambda (x)={\frac {\mathrm {d} m}{\mathrm {d} x}}\iff \mathrm {d} m=\lambda (x)\,\mathrm {d} x}.
Damit erhält man für den Massenschwerpunkt die Formel
{\displaystyle x_{s}={\frac {1}{M}}\int _{x_{l}}^{x_{r}}x\cdot \lambda (x)\,\mathrm {d} x},
wobei {\displaystyle x_{l}} den linken Endpunkt und {\displaystyle x_{r}} den rechten Endpunkt des Stabes bezeichnet.
Die Gesamtmasse des Stabes lässt sich ebenfalls durch Integration gewinnen:
{\displaystyle M=\int _{\cal {S}}\mathrm {d} m=\int _{x_{l}}^{x_{r}}{\lambda (x)\,\mathrm {d} x}}.

### Beispielrechnung
Gegeben sei ein Stab der Länge {\displaystyle l=a}. Die Koordinatenachse sei so gewählt, dass der Nullpunkt mit {\displaystyle x_{l}} zusammenfalle und entlang des Stabes orientiert sei. Die Dichte nehme proportional mit der Länge des Stabes zu:
{\displaystyle \lambda (x)=cx,\;c>0.}
Dann beträgt die Gesamtmasse
{\displaystyle M=\int _{0}^{a}cx\;\mathrm {d} x=c\int _{0}^{a}x\;\mathrm {d} x=c\left[{\frac {x^{2}}{2}}\right]_{0}^{a}={\frac {c\cdot a^{2}}{2}}}
und der Massenschwerpunkt hat die Koordinate
{\displaystyle x_{s}={\frac {1}{M}}\int _{0}^{a}x\cdot cx\;\mathrm {d} x={\frac {c}{M}}\int _{0}^{a}x^{2}\;\mathrm {d} x={\frac {c}{M}}\cdot \left[{\frac {1}{3}}x^{3}\right]_{0}^{a}={\frac {2}{3}}a}.
Der Massenschwerpunkt ist also unabhängig vom Proportionalitätsfaktor {\displaystyle c}. Er ist im Vergleich zum geometrischen Schwerpunkt nach rechts verschoben, was den Umstand widerspiegelt, dass der Stab zum rechten Ende her dichter ist.
Ist zum Beispiel {\displaystyle l=1\;\mathrm {m} }, so liegt der Schwerpunkt bei {\displaystyle x_{s}\approx 66{,}7\;\mathrm {cm} }.

## Massenschwerpunkt mehrerer Punktmassen im Raum
Die Formel aus dem letzten Abschnitt lässt sich verallgemeinern für den Fall, dass mehrere Massenpunkte {\displaystyle m_{i}} beliebig im (dreidimensionalen) Raum verteilt sind. Dann gehört zu jedem Massenpunkt ein Ortsvektor {\displaystyle {\vec {r}}_{i}}, der vom Koordinatenursprung zum Massenpunkt zeigt und dessen Position beschreibt. Der Schwerpunkt wird definiert als das mit den Massen gewichtete Mittel der Ortsvektoren:
{\displaystyle {\vec {r}}_{s}={\frac {1}{M}}\sum _{i}m_{i}\cdot {\vec {r}}_{i}},
wobei {\displaystyle M} die Summe aller Einzelmassen {\displaystyle m_{i}} ist:
{\displaystyle M=\sum _{i}m_{i}}.
Legt man ein kartesisches Koordinatensystem zu Grunde, so erhält man folgende Formeln für die Koordinaten des Schwerpunktvektors {\displaystyle {\vec {r}}_{s}=(x_{s},y_{s},z_{s})}:
{\displaystyle x_{s}={\frac {1}{M}}\sum _{i}m_{i}x_{i},\quad y_{s}={\frac {1}{M}}\sum _{i}m_{i}y_{i},\quad z_{s}={\frac {1}{M}}\sum _{i}m_{i}z_{i}}.

## Massenschwerpunkt bei kontinuierlicher Massenverteilung im Raum
Geht man davon aus, dass die Masse {\displaystyle M} eines Körpers {\displaystyle {\cal {K}}} kontinuierlich über den Körper verteilt ist, so gelangt man zur Formel für den Massenmittelpunkt auf analoge Weise wie beim Beispiel des Stabes im eindimensionalen Fall: Man zerlegt den Körper gedanklich in endlich viele kleine Teilvolumina. Das {\displaystyle i}-te Teilvolumen habe die Masse {\displaystyle \Delta m_{i}} und dem Rauminhalt {\displaystyle \Delta V_{i}}. Ferner sei ein Punkt im {\displaystyle i}-ten Teilvolumen ausgewählt, dessen Position durch den Ortsvektor {\displaystyle {\vec {r}}_{i}} beschrieben werde. Dann gilt für den Massenschwerpunkt des Körpers die Näherungsformel 
{\displaystyle {\vec {r}}_{i}\approx {\frac {1}{M}}\sum _{i}{\vec {r}}_{i}\cdot \Delta m_{i}}.
Wählt man nun immer feinere Zerlegungen und lässt schließlich die Größe der Teilvolumina gegen null gehen, so hat jedes Teilvolumen einerseits nur noch einen infinitesimalen Rauminhalt {\displaystyle \mathrm {d} V}, den man auch Volumenelement nennt; andererseits haftet ihm nur noch eine unendlich kleine Masse {\displaystyle \mathrm {d} m} an. Durch den Grenzübergang {\displaystyle \Delta m_{i}\to \mathrm {d} m} geht die obige Summe in ein Integral über, und die Näherungsformel wird exakt. Folglich ist der Schwerpunkt definiert durch
{\displaystyle {\vec {r}}_{s}:={\frac {1}{M}}\int _{\cal {K}}{{\vec {r}}\,\mathrm {d} m}}.
Das Integral auf der rechten Seite liefert zwar eine anschauliche Vorstellung für den Massenmittelpunkt bei kontinuierlicher Massenverteilung, ist aber für konkrete Berechnungen meist unbrauchbar. Eine praktikablere Form erhält man, wenn das Massenelement {\displaystyle \mathrm {d} m} mithilfe der (ggf. ortsabhängigen) Dichte {\displaystyle \rho ({\vec {r}})} geschrieben wird als {\displaystyle \mathrm {d} m=\rho ({\vec {r}})\,\mathrm {d} V}. Damit lässt sich der Massenmittelpunkt mithilfe des folgenden (vektorwertigen) Volumenintegrals darstellen:
{\displaystyle {\vec {r}}_{s}={\frac {1}{M}}\int _{\cal {K}}{{\vec {r}}\,\rho ({\vec {r}})\,\mathrm {d} V}}.
In einem kartesischen Koordinatensystem lauten die Formeln für die Koordinaten des Schwerpunktvektors {\displaystyle {\vec {r}}_{s}=(x_{s},y_{s},z_{s})}:
{\displaystyle x_{s}={\frac {1}{M}}\int _{\cal {K}}x\,\mathrm {d} m={\frac {1}{M}}\int _{\cal {K}}x\rho (x,y,z)\,\mathrm {d} V,\quad y_{s}={\frac {1}{M}}\int _{\cal {K}}y\,\mathrm {d} m={\frac {1}{M}}\int _{\cal {K}}y\rho (x,y,z)\,\mathrm {d} V,\quad z_{s}={\frac {1}{M}}\int _{\cal {K}}z\,\mathrm {d} m={\frac {1}{M}}\int _{\cal {K}}z\rho (x,y,z)\,\mathrm {d} V}.

## Der Begriff Massenmittelpunkt im Vergleich zum Volumenschwerpunkt
Bei einem homogenen Körper ist die Dichte konstant, {\displaystyle \rho ({\vec {r}})=\rho _{0}}, und kann als Faktor vor das Integral gezogen werden:
{\displaystyle {\vec {r}}_{s}={\frac {\rho _{0}}{M}}\int _{\cal {K}}{{\vec {r}}\,\mathrm {d} V}}.
Wegen {\displaystyle \rho _{0}=M/V} folgt hieraus
{\displaystyle {\vec {r}}_{s}={\frac {1}{V}}\int _{\cal {K}}{{\vec {r}}\,\mathrm {d} V}}.
Der Massenmittelpunkt fällt also für homogene Körper mit dem Volumenmittelpunkt (dem geometrischen Schwerpunkt) zusammen; folglich ist der geometrische Schwerpunkt ein Spezialfall des Massenmittelpunkts für homogene Körper. In vielen Fällen kann die Berechnung dann vereinfacht werden; beispielsweise, wenn der Volumenmittelpunkt auf einer Symmetrieachse des Körpers liegt, zum Beispiel bei einer Kugel im Mittelpunkt.
Besteht der Körper aus Teilen verschiedener Dichte, so weicht sein Massenmittelpunkt im Allgemeinen vom Volumenschwerpunkt ab. Die Berechnung lässt sich dann häufig nur durch (ggf. numerische) Berechnung des Integrals der Definition durchführen.

## Der Begriff Massenmittelpunkt im Vergleich zum Gravizentrum
Die Gravitation wirkt auf alle Massenpunkte eines Körpers. Nur in einem homogenen Gravitationsfeld ist die Gesamtwirkung so, als würde die Gravitationskraft im Massenmittelpunkt angreifen. Da das Gravitationsfeld oft als homogen angenommen werden kann, z. B. in der Nähe der Erdoberfläche, werden die Begriffe Gravizentrum und Massenmittelpunkt oft beide undifferenziert als Schwerpunkt bezeichnet. In einem inhomogenen Feld ist dieser effektive Punkt verschieden vom Massenmittelpunkt und wird Gravizentrum genannt. In einem solchen Fall treten Gezeitenkräfte auf.

## Experimentelle Bestimmung des Massenmittelpunktes

Der Schwerpunkt liegt unter dem Aufhängepunkt auf der „Schwerlinie“.

Der Schwerpunkt liegt ebenfalls unter einem anderen Aufhängepunkt. Die Lage des Schwerpunkts kann damit aus dem Schnittpunkt der beiden Linien ermittelt werden.

Aus den obigen Ausführungen gelangt man zu einem einfachen Verfahren zur experimentellen Bestimmung des Massenmittelpunktes eines beliebigen starren Körpers. Dabei besteht die Näherung darin, die Abweichungen von Gravizentrum und Massenmittelpunkt und damit auch die Veränderungen der Lage des Gravizentrums bei Drehung des Körpers unberücksichtigt zu lassen: Hängt man den Körper an einem beliebigen Punkt auf, so liegt (in Ruhe) der (näherungsweise) Massenmittelpunkt auf der lotrechten Linie (= „Schwerlinie“) durch den Aufhängepunkt (blaue Linie im Bild rechts).
Wiederholt man dies mit einem anderen Aufhängepunkt, so findet man (näherungsweise) den Massenmittelpunkt als Schnittpunkt zweier solcher Schwerlinien. Dass ein solcher Schnittpunkt tatsächlich existiert und unabhängig von der Wahl der Aufhängepunkte ist, ist allerdings weniger trivial, als der erste Anschein glauben lässt.
Verblüffend ist die folgende Methode zur Bestimmung des Massenmittelpunktes eines schmalen und länglichen Gegenstandes (zum Beispiel Lineal oder Besen): Man lege den Gegenstand quer über die beiden auf gleicher Höhe nach vorne ausgestreckten Zeigefinger, was leicht möglich ist, solange die Finger noch weit voneinander entfernt sind. Nun bringe man langsam die Zeigefinger näher zueinander, bis sie sich berühren, wobei man sie stets auf möglichst gleicher Höhe hält. Sofern man dies langsam genug macht, gleitet der Gegenstand langsam über die Finger, ohne nach einer Seite zu kippen. Auf dem Finger, der dem Massenmittelpunkt näher liegt, lastet jeweils ein stärkerer Druck, was zu einer stärkeren Reibung führt. Das heißt, der Gegenstand gleitet vornehmlich über den anderen Finger. Hierdurch regelt sich das System so ein, dass bei beiden Fingern in etwa dieselbe Reibung vorliegt und der Massenmittelpunkt sich in ihrer Mitte befindet. Schließlich berühren sich also die Zeigefinger, der Gegenstand liegt nach wie vor waagerecht und der Schwerpunkt liegt über den beiden Fingern. Ist der Gegenstand allerdings zu sehr gebogen, ergibt sich der oben erwähnte Effekt und der Schwerpunkt liegt unterhalb des Unterstützungspunktes.